# Sebastiania leptopoda
Sebastiania leptopoda là một loài thực vật có hoa trong họ Đại kích. Loài này được Lundell miêu tả khoa học đầu tiên năm 1975.